# 夏迪代爾 (喬治亞州)
夏迪代爾（英語：Shady Dale）是一個位於美國喬治亞州傑斯帕縣的城鎮。

## 地理
夏迪代爾的座標為33°23′58″N 83°35′24″W / 33.39944°N 83.59000°W，而該地的平均海拔高度為190米（即623英尺）。

## 人口
根據2010年美國人口普查的數據，夏迪代爾的面積為2.28平方千米，當中陸地面積為2.27平方千米，而水域面積為0.01平方千米。當地共有人口249人，而人口密度為每平方千米109人。